# أنيتا هيندري
أنيتا هيندري (بالإنجليزية: Anita Hendrie) (و. 1863 – 1940 م) هي ممثلة أمريكية، ولدت في فيلادلفيا، توفيت في بروكلين، عن عمر يناهز 77 عاماً.

## وصلات خارجية
- أنيتا هيندري على موقع IMDb (الإنجليزية)
- أنيتا هيندري على موقع قاعدة بيانات الفيلم (الإنجليزية)

- أنيتا هيندري في قاعدة بيانات الأفلام على الإنترنت